# BMW M1 Hommage
Pour les articles homonymes, voir BMW, M1 et Hommage.
La BMW M1 Hommage concept est une voiture de sport concept-car GT du constructeur automobile allemand BMW-BMW M. Elle est présentée au concours d'élégance Villa d'Este du lac de Côme 2008, pour célébrer le 30e anniversaire des BMW M1 (1978-1981) de BMW M(une des voitures de sport les plus mythiques de son temps).

## Histoire
Ce concept-car est conçu par le chef designer BMW Chris Bangle, inspiré des BMW Turbo de 1972 du designer Paul Bracq, et BMW M1 de 1978 du designer Giorgetto Giugiaro. 

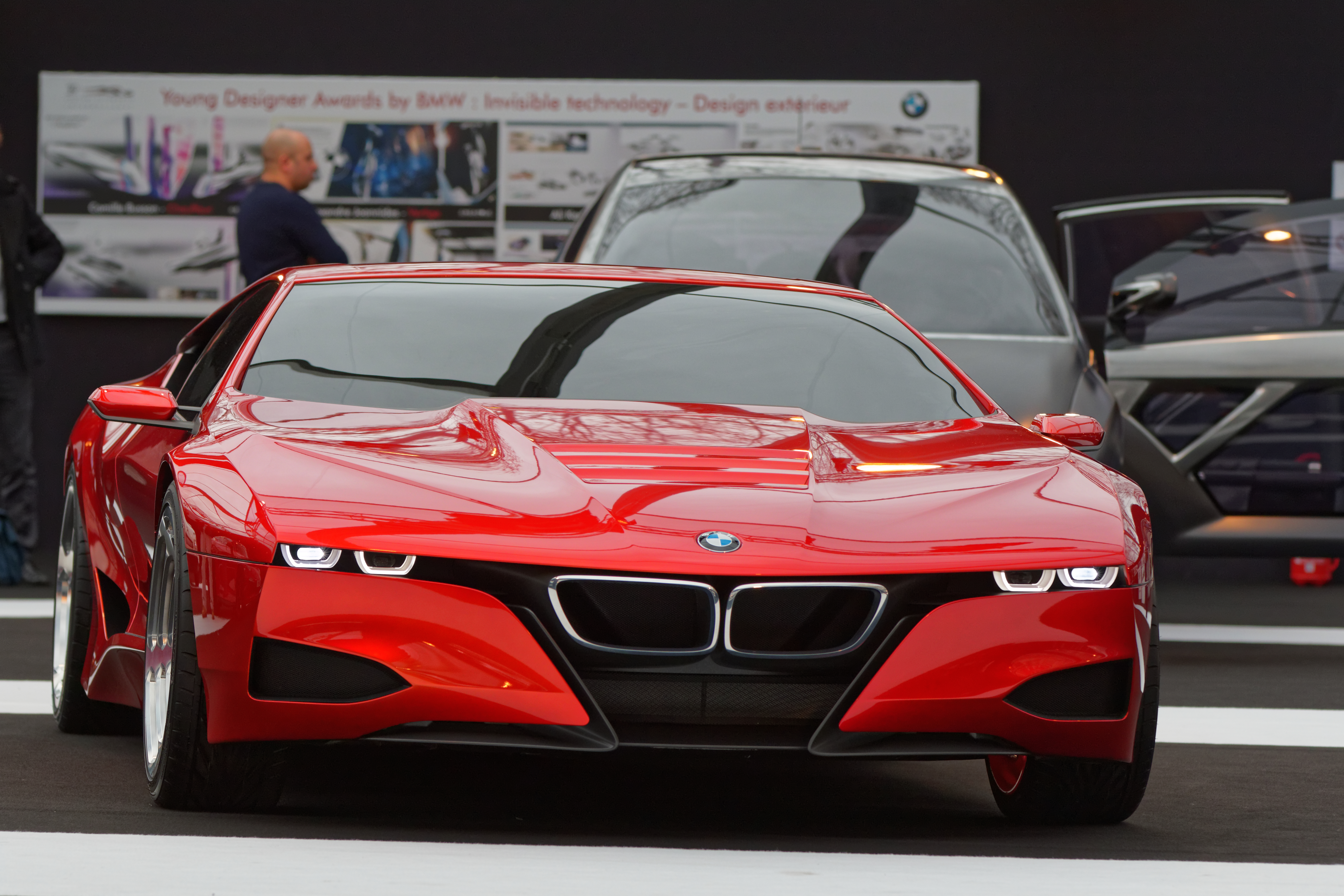
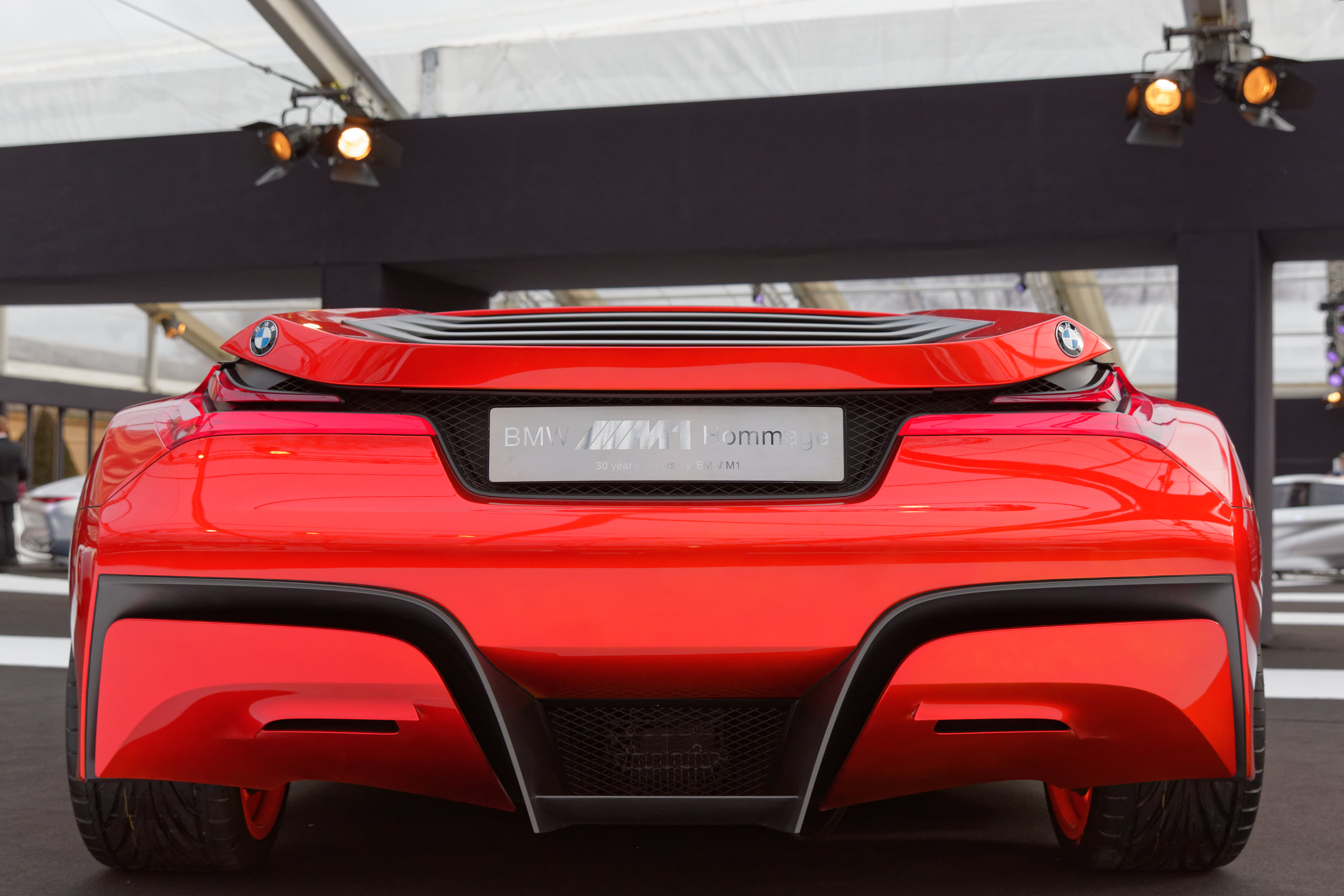
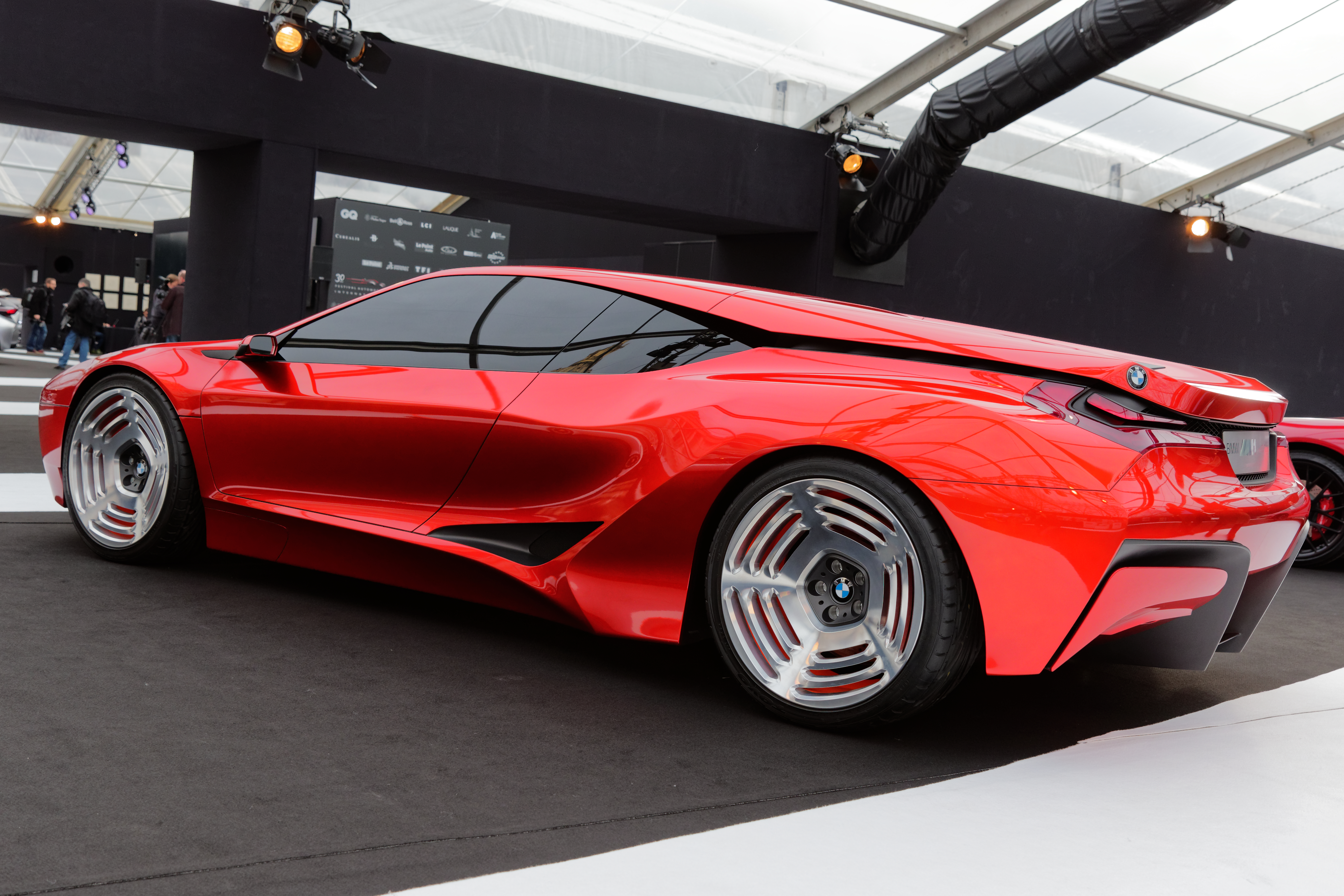

## Variantes
Elle inspire en particulier les BMW M4 et BMW i8 de 2014...

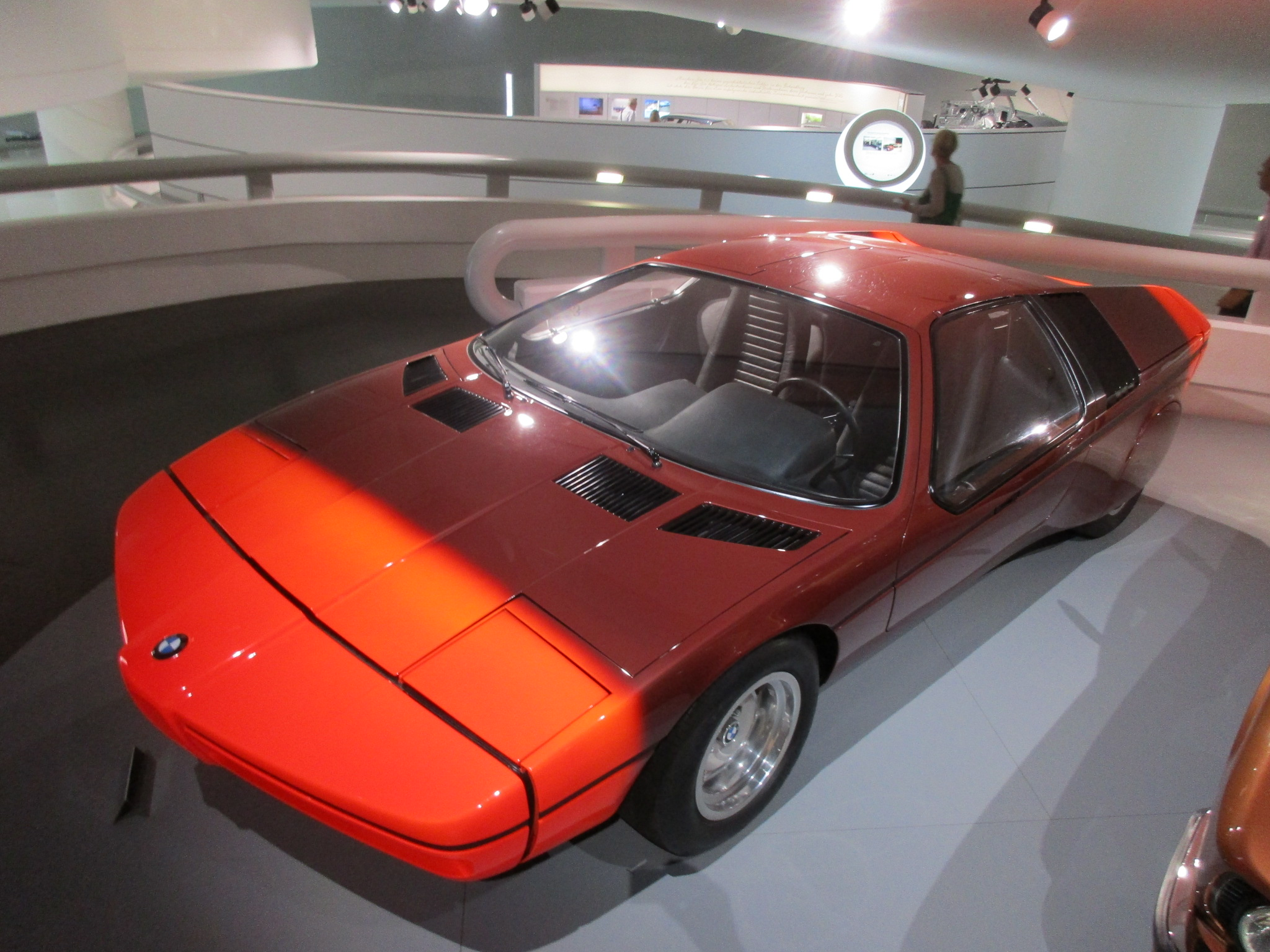
BMW Turbo de 1972
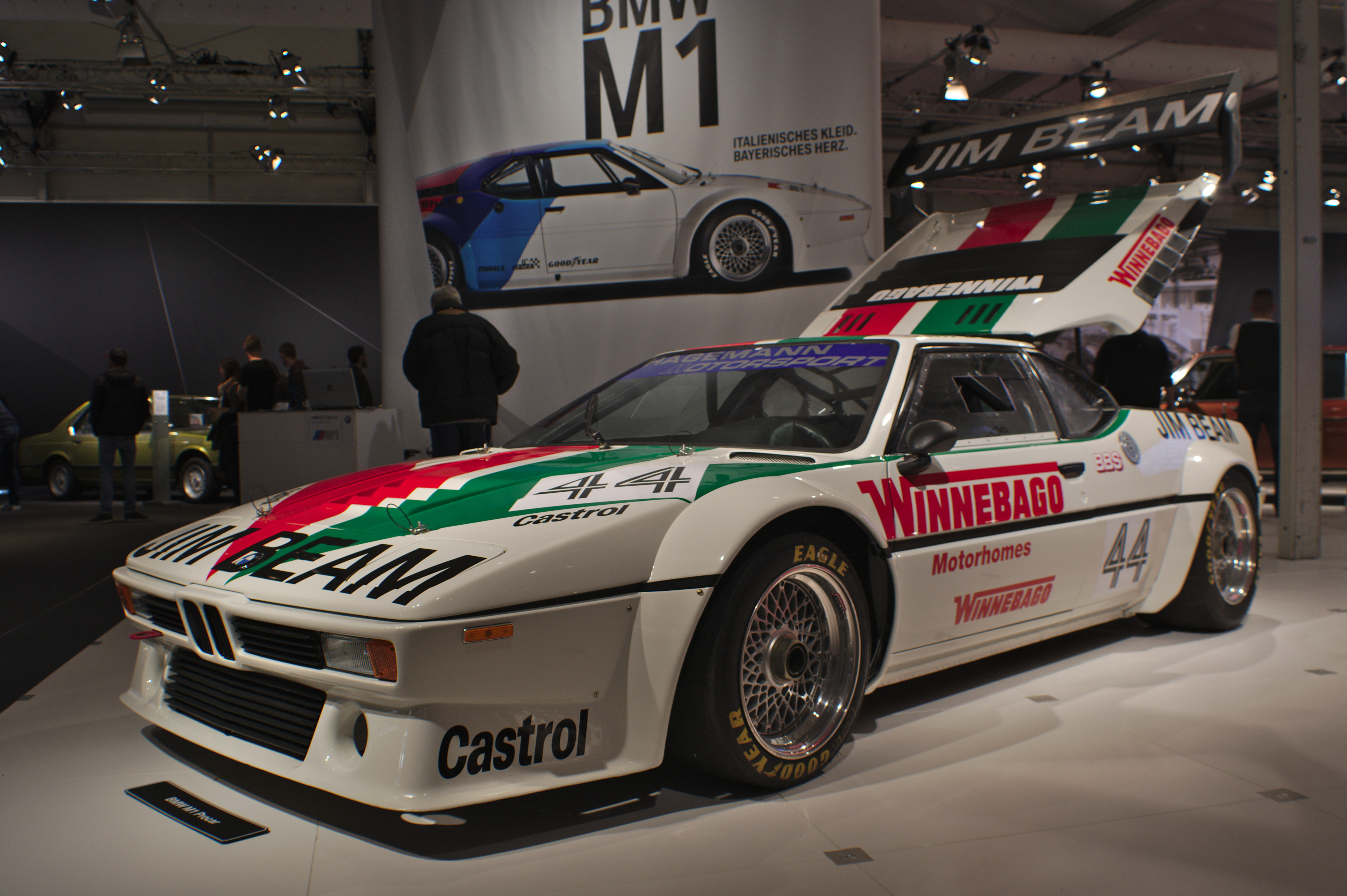
BMW M1 (1978-1981)
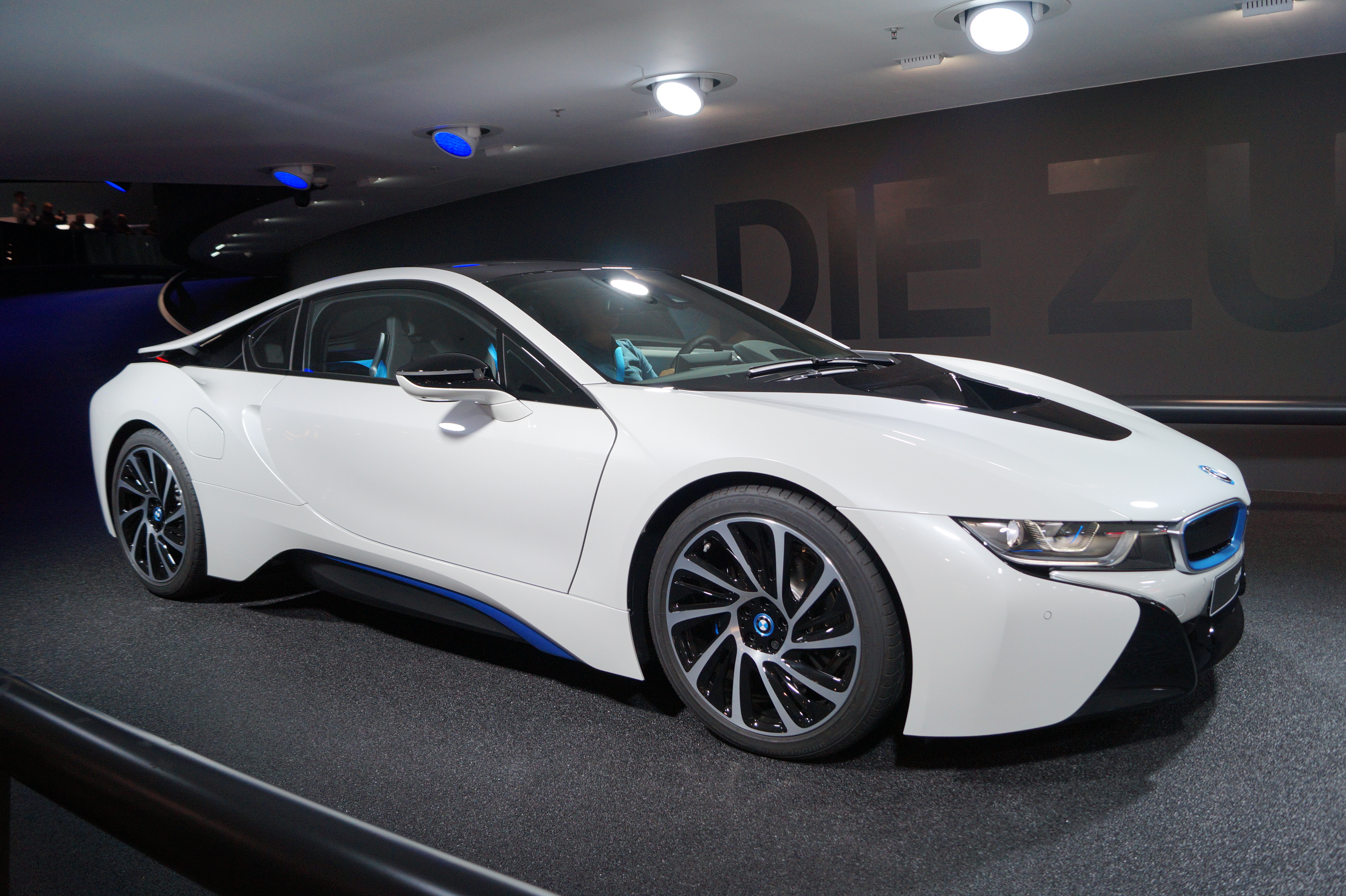
BMW i8 de 2014